# Fabbricazione dei dispositivi a semiconduttore

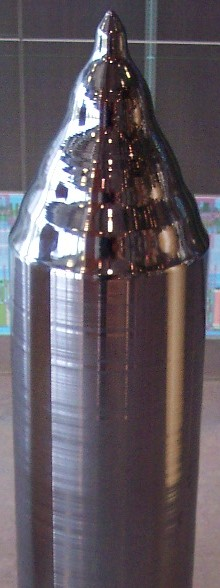
Lingotto di silicio

La fabbricazione di dispositivi a semiconduttore è il processo usato per realizzare i circuiti integrati e i chip che sono presenti nella maggior parte dei dispositivi elettronici recenti.
Tale processo industriale è messo in atto attraverso molteplici fasi, che implicano l'uso di tecnologie fotolitografiche e chimico-fisiche, durante le quali i circuiti elettronici sono gradualmente realizzati su un substrato (il cosiddetto wafer) costituito da un unico cristallo di un semiconduttore ad elevatissima purezza. Il silicio è il semiconduttore più comunemente usato, anche se in alcune applicazioni specifiche vengono usati l'arseniuro di gallio, il germanio, il nitruro di gallio ed altri materiali.
Lo specifico processo costruttivo impiegato dipende dal tipo di circuito integrato che si intende fabbricare. Nel presente articolo si descrive il processo tipico di circuiti ad alto livello di integrazione quali, ad esempio, i microprocessori in tecnologia CMOS. In circuiti di così elevata complessità la durata dell'intero processo di fabbricazione (dal wafer fino al montaggio del dispositivo finale) può superare i due mesi.

## Wafer

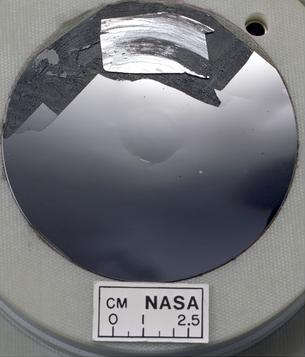
Wafer di silicio di 10 cm con finitura a specchio

Un wafer per applicazioni elettroniche è realizzato a partire da un lingotto di semiconduttore di elevatissima purezza (come detto, nella maggior parte dei casi viene impiegato il silicio). Tale lingotto, di forma approssimativamente cilindrica, viene realizzato facendo accrescere il substrato in forma monocristallina mediante opportuni metodi. Il metodo di crescita più comune è il cosiddetto processo Czochralski.
Negli anni le tecniche realizzative sono via via migliorate, consentendo la produzione di lingotti di diametro sempre più elevato. Ad esempio, all'inizio degli anni novanta il diametro massimo dei lingotti ottenibili era di circa 20 cm, mentre nel 2006 tale dimensione era di 40 cm. Ottenere lingotti di grande diametro è - come si dirà poi - importante per ottenere elevate economie di scala.
Dopo la loro realizzazione i lingotti vengono sezionati in wafer (fette), che attualmente (2006) sono spesse circa 0.75 mm. Tipicamente i wafer realizzati a partire da un lingotto di diametro più elevato dovranno avere spessore parimenti più elevato. Con la tecnologia disponibile per applicazioni commerciali nel 2006, da lingotti di 40 cm si potevano produrre wafer di 30 cm di diametro. La superficie del wafer viene sottoposta ad un trattamento superficiale di planarizzazione, e le due facce vengono rese parallele. Peraltro, la precisione entro la quale un wafer di silicio viene reso perfettamente planare è tra le più elevate raggiungibili nei processi industriali di lavorazione delle superfici.
Il processo di produzione dei circuiti integrati richiede l'uso di fabbriche altamente specializzate, e quindi estremamente costose. A titolo di esempio, nel 1995 una di tali fabbriche costava 750 milioni di dollari; nel 2005 un impianto industriale di comparabile freschezza tecnologica aveva un costo di circa 3 miliardi di euro.
L'azienda di semiconduttori TSMC ha investito oltre 500 miliardi di dollari taiwanesi (pari a circa 14 miliardi di euro) per la costruzione del suo futuro impianto 'Fab 18' che produrrà chip a 5 nm a partire dal 2020.
Ne consegue che il settore dei semiconduttori ha necessità di realizzare grandi economie di scala, raggiungere alte rese dei processi e massimizzarne la produttività. Pertanto la naturale tendenza di questo settore economico è verso un'elevata concentrazione industriale.

## Processi
Di seguito si illustreranno a grandi linee i processi che portano alla realizzazione del dispositivo finale a partire dalla fetta di silicio. Le fasi coinvolte si possono raggruppare in quattro grandi aree:
- Processi iniziali
- Processi finali
- Test
- Inglobamento nel contenitore

Nella fabbricazione di dispositivi a semiconduttore, i vari processi ricadono in quattro categorie generali: deposizione, rimozione, litografia e modifica delle proprietà elettriche.
- La deposizione è ogni processo che accresce, copre o (in qualsiasi maniera) trasferisce del materiale sul wafer. Le tecniche possibili sono principalmente la deposizione fisica da vapore (dall'inglese physical vapor deposition, PVD), la deposizione chimica da vapore (dall'inglese chemical vapor deposition, CVD), la deposizione elettrochimica (dall'inglese electrochemical deposition, ECD), la crescita epitassiale molecolare (dall'inglese molecular beam epitaxy, MBE) e più recentemente la deposizione a strati atomici (dall'inglese atomic layer deposition, ALD).
- Sotto il nome di rimozione si includono quei processi che sottraggono materiale dal volume del wafer, in modo globale o selettivo. Tali attività consistono principalmente in processi di corrosione in fase liquida o gassosa, come ad esempio la corrosione reattiva mediante ioni (dall'inglese reactive ion etching, RIE). La planarizzazione chimico-meccanica (dall'inglese Chemical-mechanical planarization, CMP) è un ulteriore processo di abrasione meccanico-chimico e viene in genere impiegata tra differenti livelli di deposizione.
- La litografia include tutti i processi che sagomano o alterano le forme preesistenti sul materiale depositato.

Per esempio, nella litografia convenzionale si fa uso del processo di rivestimento per rotazione per ricoprire il wafer con una sostanza chimica detta photoresist. In seguito, tramite delle macchine dette mask-aligner o stepper, si allineano delle maschere (in genere di quarzo) sul photoresist, che viene esposto a una radiazione ultravioletta di lunghezza opportuna. La regione non esposta viene rimossa dalla soluzione di sviluppo. Dopo etching ed altri possibili processi il restante photoresist viene rimosso a secco mediante incenerimento in plasma (dall'inglese plasma ashing) o più semplicemente dissolvendolo in un opportuno solvente.
- La modifica delle proprietà elettriche è consistita storicamente nell'aggiunta di impurità al silicio (chiamata tecnicamente drogaggio). Per realizzare transistor e MOSFET è necessario drogare in modo opportuno le regioni di silicio che ne andranno a costituire i tre terminali; nei primi anni della microlettronica tale procedura consisteva nell'uso di forni a diffusione,[2] mentre negli ultimi anni l'impiantazione ionica è diventata una tecnica più diffusa. Questo processo di drogaggio selettivo viene seguito da un processo di ricottura. Nel caso dei dispositivi avanzati viene effettuata una ricottura estremamente rapida per attivare le specie droganti impiantate o per ricostruire localmente la struttura cristallina. Attualmente rientra in questo tipo di processo anche la modifica della costante dielettrica relativa per materiali isolanti mediante esposizione con raggi ultravioletti.

I chip moderni sono realizzati impiegando decine di strati di film, e necessitano di molte centinaia di passi di processo.
Il processi iniziali riguardano la formazione dei transistor direttamente sul silicio.
Il wafer grezzo è processato al minimo mediante la crescita di uno strato ultrapuro privo di difetti cristallini mediante crescita epitassiale. Bisogna aggiungere che per alcuni particolari processi di fabbricazione di componenti logici avanzati, per aumentare la qualità dei transistor da fabbricare viene interposto uno strato di silicio-germanio tra il silicio grezzo ed il silicio epitassiale. Tale strato conferisce uno stress tensile alla struttura cristallina del silicio epitassiale aumentandone la mobilità. Esiste un altro metodo detto Silicio sopra l'isolante (dall'inglese Silicon on insulator) che prevede la interposizione di uno strato isolante (in genere biossido di silicio). Lo scopo di tale strato è di ridurre gli effetti parassiti dovuti all'interazione tra silicio grezzo e silicio epitassiale.
I processi seguenti sono la crescita del dielettrico del gate, in genere biossido di silicio e la sagomatura delle regioni del gate, del source e del drain.
Solo in seguito le varie parti vengono drogate mediante impiantazione ionica o mediante diffusione. In seguito vengono sagomati il gate, drain ed il source per ottenere le proprietà elettriche volute.
Nella fabbricazione di memorie sono necessari dei condensatori che sono fabbricati a questo stesso livello di metallizzazione o impilati sopra i transistor.
Una volta che tutti i dispositivi sono fabbricati è necessario fabbricare i fili metallici, isolati dal resto mediante un dielettrico.
Tale processo è considerato il processo finale. Tradizionalmente il dielettrico è costituito da SiO2. Attualmente si stanno studiando materiali alternativi con costante dielettrica relativa minore quali il SiOC (costante dielettrica relativa 2.7), ma vi sono materiali attualmente studiati con costante dielettrica relativa di 2.2.
I fili di metallo comunemente impiegati sono di alluminio. Negli ultimi anni per evitare l'elettromigrazione si è iniziato ad usare il rame. L'alluminio viene depositato su tutto il wafer, sagomato mediante protezione con photoresist. Infine la parte non protetta viene rimossa, lasciando i fili isolati, sui quali viene in seguito deposto del materiale dielettrico. I vari strati metallici sono interconnessi mediante fori nel materiale isolante (detti in gergo vias).
L'interconnessione avviene mediante uno strato di tungsteno depositato con CVD, che permette una buona ricopertura dei bordi, necessaria per garantire la continuità elettrica. Tale approccio viene usato quando il numero di livelli di interconnessione è piccolo (minore o uguale a quattro).
Il numero dei livelli di interconnessione tende a crescere con la complessità e la densità dei dispositivi.
Poiché con il procedere della tecnologia il fattore che maggiormente influenza il tempo di ritardo tende ad essere il ritardo delle linee di trasmissione, la sostituzione dell'alluminio con il rame (metallo di conducibilità elettrica maggiore) serve a ridurne l'incidenza. Attualmente (2006) tale innovazione è stata applicata solo nel campo dei microprocessori, mentre nelle DRAM le interconnessioni vengono realizzate ancora in alluminio.
La velocità di una linea di trasmissione dipende anche dalla costante dielettrica relativa. Il miglioramento delle prestazioni viene ottenuto mediante un processo innovativo in cui l'ossido viene depositato su tutto il campione, secondo un pattern volto a creare barriere e vie di contatto nello stesso processo di fabbricazione. La tecnologia con il film di rame conosce continui miglioramenti tecnologici.
All'aumentare dei livelli di interconnessione, è necessaria una tecnica di planarizzazione per assicurare una superficie piana prima della successiva litografia. Senza di essa, i livelli diventerebbero intricati e si estenderebbero al di là della profondità di campo litografica, diminuendone la risoluzione. La planarizzazione chimica meccanica (indicata con il suo acronimo CMP dall'inglese chemical mechanical planarization) è la tecnica principale sviluppata a questo scopo. A volte, nel caso di processi a pochi livelli si usano invece tecniche di attacco a secco.